# Layamon
Layamon, někdy také Lawman, byl anglický vesnický kněz a básník z konce 12. století. Sám o sobě napsal, že žil v Areley Kings ve středozápadní Anglii ve Worcestershire. Je autorem první významné skladby ve středoanglickém jazyce, veršované kroniky Dějiny Britů (kolem 1190, Historia Brutonum), známější pod zkráceným názvem Brutus.
Brutus je volným zpracováním Waceho anglonormanského rytířského románu Brut (Lé Roman dé Brut). Jde o rozsáhlou skladbu obsahující 16 000 dlouhých aliteračních veršů. Dílo se dochovalo ve dvou rukopisech a spojují se v něm keltské a anglosaské literární tradice s novými vlivy francouzského rytířského románu. Líčí osudy Britů od prvního mytického krále Británie, Aeneova pravnuka Bruta, až do roku 689, kdy umírá poslední britský (velšský) král Cadwallader. První polovina básně zahrnuje události od pádu Tróje až po narození krále Artuše, druhá je zpracováním artušovských pověstí a vylíčením postupného vytlačování Keltů (na jejichž straně autor, ač anglosaského původu, stojí) barbarskými Anglosasy. V básni je také obsaženo velmi zdařilé vyprávění o keltském králi Leirovi (Learovi).

## Česká vydání
Ukázka z Bruta v českém překladu je uvedena v knize Zdenka Menharda Starší anglická literatura, Karolinum, Praha 1995.